# Into the Music
Albums de Van Morrison
Wavelength
(1977) Common One
(1980)
Into the Music est le onzième album studio du chanteur nord-irlandais Van Morrison. Il est publié en août 1979 par Mercury Records. Il est enregistré au début de l'année 1979. L'album contient de nombreuses chansons devenues références pour Morrison à commencer par Bright Side of the Road qui s'est hissée à la 63e des charts britanniques et And the Healing Has Begun. Morrison cherche à retrouver un style plus profond et transcendant après Wavelength plus orienté pop. Le disque reçoit des critiques favorables de la part de plusieurs critiques musicaux et est désigné comme l'un des meilleurs albums de l'année dans le sondage des critiques Pazz & Jop.

## Composition et enregistrement
L'album Into the Music est enregistré pendant les premiers mois de l'année 1979 au Record Plant Studios de Sausalito en Californie avec Mick Glossop comme ingénieur du son.
Pendant l'enregistrement de l'album, l'un des musiciens, le trompettiste Mark Isham, propose à Morrison de contacter Pee Wee Ellis qui vivait alors à proximité. Morrison le fait venir pour faire les cuivres de "Troubadours", mais Ellis est resté et a travaillé sur l'ensemble de l'album. Le groupe comprenait également Toni Marcus aux cordes, Robin Williamson au penny whistle et Ry Cooder à la guitare slide sur "Full Force Gale"

## Contenu de l'album
Toutes les chansons sont écrites et composées par Van Morrison.
| Wavelength | Wavelength                                        | Wavelength | Wavelength | Wavelength | Wavelength | Wavelength | Wavelength | Wavelength | Wavelength |
| No         | Titre                                             | Durée      |            |            |            |            |            |            |            |
| ---------- | ------------------------------------------------- | ---------- | ---------- | ---------- | ---------- | ---------- | ---------- | ---------- | ---------- |
| 1.         | Bright Side of the Road                           | 3:47       |            |            |            |            |            |            |            |
| 2.         | Full Force Gale                                   | 3:14       |            |            |            |            |            |            |            |
| 3.         | Steppin' Out Queen                                | 5:28       |            |            |            |            |            |            |            |
| 4.         | Troubadours                                       | 4:41       |            |            |            |            |            |            |            |
| 5.         | Rolling Hills                                     | 2:53       |            |            |            |            |            |            |            |
| 6.         | You Make Me Feel So Free                          | 4:09       |            |            |            |            |            |            |            |
| 7.         | Angeliou                                          | 6:48       |            |            |            |            |            |            |            |
| 8.         | And the Healing Has Begun                         | 7:59       |            |            |            |            |            |            |            |
| 9.         | It's All in the Game (Charles Dawes, Carl Sigman) | 4:39       |            |            |            |            |            |            |            |
| 10.        | You Know What They're Writing About               | 6:10       |            |            |            |            |            |            |            |
| 49:30      |                                                   |            |            |            |            |            |            |            |            |

## Musiciens
- Van Morrison : chant, guitare, harmonica
- Herbie Armstrong : guitare, chœurs
- Ry Cooder : guitare slide sur "Full Force Gale"
- David Hayes : basse
- Toni Marcus : mandoline, violon, alto, Violon à pavillon
- Mark Jordan : piano
- John Allair : orgue Hammond sur "And the Healing Has Begun"
- Mark Isham : trompette, bugle, trompette piccolo
- Pee Wee Ellis : saxophone ténor
- Robin Williamson : Flûte irlandaise sur "Troubadours" et "Rolling Hills"
- Katie Kissoon : chœurs
- Zakir Hussain : tabla sur "Bright Side of the Road" et "Steppin' Out Queen"
- Peter Van Hooke : batterie
- Kurt Wortman : batterie sur "Troubadours"

## Classements
| Année | Chart                | Position |
| ----- | -------------------- | -------- |
| 1979  | Billboard Pop Albums | 43       |
| 1979  | UK Albums Chart      | 21       |

## Sources
- Clinton Heylin (2003). Can You Feel the Silence? Van Morrison: A New Biography, Chicago Review Press  (ISBN 1-55652-542-7)
- Brian Hinton (1997). Celtic Crossroads: The Art of Van Morrison, Sanctuary,  (ISBN 1-86074-169-X)
- Johnny Rogan (2006). Van Morrison: No Surrender, London:Vintage Books  (ISBN 978-0-09-943183-1)
- Steve Turner (1993). Van Morrison: Too Late to Stop Now, Viking Penguin,  (ISBN 0-670-85147-7)
- Erik Hage (2009). The Words and Music of Van Morrison, Praeger Publishers,  (ISBN 978-0-313-35862-3)